# Estación Núñez
Núñez es una estación ferroviaria de la ciudad de Buenos Aires, Argentina.

## Servicios
Es una estación intermedia del servicio eléctrico metropolitano de la Línea Mitre Ramal Tigre, que se presta entre las estaciones Retiro y Tigre y es operada por Trenes Argentinos Operaciones.

## Ubicación
La estación se ubica en el barrio porteño de Núñez, en el norte de la ciudad. Su dirección es Manuela Pedraza y O'Higgins.

## Historia
La estación fue construida por la empresa Ferrocarril del Norte de Buenos Aires, inaugurándose el 27 de abril de 1873.